# Magdalena Ansue
Magdalena Ansue (sinh ngày 21 tháng 4 năm 1974) là một vận động viên chạy nước rút người Guinea Xích Đạo. Bà đã thi đấu ở nội dung 100 mét nữ tại Thế vận hội Mùa hè 1992.